# Cadwallader D. Colden
Cadwallader David Colden (ur. 4 kwietnia 1769 w Springhill w Prowincji Nowy Jork, zm. 7 lutego 1834 w Jersey City) – amerykański polityk, członek Partii Federalistycznej.

## Działalność polityczna
W 1818 zasiadał w New York State Assembly. Od 1818 do 1821 był 54. burmistrzem Nowego Jorku. W okresie od 12 grudnia 1821 do 3 marca 1823 przez jedną kadencję był przedstawicielem miejsca B z 1. okręgu wyborczego w stanie Nowy Jork w Izbie Reprezentantów Stanów Zjednoczonych. Od 1824 do 1827 zasiadał w New York State Senate.